# Білоруська абетка
Білоруська абетка базується на кириличній основі, втім існують також латинський та арабський відповідники.
Білоруська кирилиця походить від старослов'янської азбуки й сучасної форми набула після 1918 року. Сьогодні абетка складається з 32 літер. У порівнянні з українською у білоруській абетці немає літер Є, И, Ї та Щ. Літера Ґ функціонує у традиційному правописі як рекомендована, в офіційному її вживання не передбачено. На відміну від української абетки в білоруській функціонують літери Ы, Э, Ё та Ў; остання приблизно відповідна українській В на кінці слова, наприклад любов.
Білоруська латинка була доволі популярною в дорадянські часи. У 21 столітті її використовують окремі видання, з мистецькою метою, а також як офіційну систему романізації білоруської мови. Арабицю використовували у 16-17 ст. литовські татари.
| Буква | Назва                                                     | Вимова          | Український відповідник |
| ----- | --------------------------------------------------------- | --------------- | ----------------------- |
| А а   | а /a/                                                     | /a/             | а                       |
| Б б   | бэ /bɛ/                                                   | /b/             | б                       |
| В в   | вэ /vɛ/                                                   | /v/             | в                       |
| Г г   | гэ /ɣɛ/                                                   | /ɣ/             | г                       |
| (Ґ ґ) | ґе /gʲe̞/                                                  | /g/             | ґ                       |
| Д д   | дэ /d̪ɛ/                                                   | /d̪/             | д                       |
| Е е   | е /jɛ/                                                    | /jɛ, /ʲe̞/       | є                       |
| Ё ё   | ё /jɔ/                                                    | /jɔ/, /ʲɔ/      | йо, ьо                  |
| Ж ж   | жэ /ʐɛ/                                                   | /ʐ/             | ж                       |
| З з   | зэ /zɛ/                                                   | /z/             | з                       |
| І і   | і /i/                                                     | /i/, /ʲi/, /ji/ | і                       |
| Й й   | і нескладовае                                             | /j/             | й                       |
| К к   | ка /ka/                                                   | /k/             | к                       |
| Л л   | эл /ɛɫ̪/                                                   | /ɫ̪/             | л                       |
| М м   | эм /ɛm/                                                   | /m/             | м                       |
| Н н   | эн /ɛn̪/                                                   | /n̪/             | н                       |
| О о   | о /ɔ/                                                     | /ɔ/             | о                       |
| П п   | пэ /pɛ/                                                   | /p/             | п                       |
| Р р   | эр /ɛr/                                                   | /r/             | р                       |
| С с   | эс /ɛs/                                                   | /s/             | с                       |
| Т т   | тэ /t̪ɛ/                                                   | /t̪/             | т                       |
| У у   | у /u/                                                     | /u/             | у                       |
| Ў ў   | у нескладовае /u ɲesklaˈdovaje/ у кароткае /u kaˈrotkaje/ | /w/             | в                       |
| Ф ф   | эф /ɛf/                                                   | /f/             | ф                       |
| Х х   | ха /xa/                                                   | /x/             | х                       |
| Ц ц   | цэ /ts̪ɛ/                                                  | /ts̪/            | ц                       |
| Ч ч   | чэ /ʈʂɛ/                                                  | /ʈʂ/            | ч                       |
| Ш ш   | ша /ʂa/                                                   | /ʂ/             | ш                       |
| Ы ы   | ы /ɨ/                                                     | /ɨ/             | и                       |
| Ь ь   | мяккі знак /ˈmʲakkʲi znak/                                | /ʲ/             | ь                       |
| Э э   | э /ɛ/                                                     | /ɛ/             | е                       |
| Ю ю   | ю /ju/                                                    | /ju/, /ʲu/      | ю                       |
| Я я   | я /ja/                                                    | /ja/, /ʲa/      | я                       |
| ’     | апостраф /aˈpostraf/                                      | —               | ’                       |

## Білоруська латинська абетка
| A a   | B b | C c | Ć ć | Č č | D d   | Dz dz | Dź dź |
| Dž dž | E e | F f | G g | H h | Ch ch | I i   | J j   |
| K k   | L l | Ł ł | M m | N n | Ń ń   | O o   | P p   |
| R r   | S s | Ś ś | Š š | T t | U u   | Ŭ ŭ   | V v   |
| Y y   | Z z | Ź ź | Ž ž |     |       |       |       |

З XVII століття використовувалась також писемність на латинській основі — «латинка», спочатку побудована за моделлю польської писемности. Існувало кілька варіантів цієї писемности, останній варіант використовує досвід чеської мови. У даний час «латинка» (як і «класичний правопис білоруської мови») має поширення серед білоруської діаспори, особливо в США і Канаді, і в політичному середовищі.
Слід відрізняти білоруську латиницю (як ортографічну систему) від латинської транслітерації білоруської кирилиці і від різних систем білоруського трансліта.
Сучасна білоруська латиниця являє собою традиційний латинський алфавіт з додаванням букв č, š, ž, ć, ś, ź, ń, ŭ, ł.